# Ostrov (Constanța)
Ostrov es una comuna rumana del condado de Constanța.

## Geografía
La comuna está ubicada al sur del río Danubio. Está ubicada en la región de Dobruja septentrional.

## Historia
Hacia comienzos del siglo XX la comuna, que ya por entonces pertenecía al condado de Constanța, tenía contabilizada una población de 2802 habitantes.
En la segunda mitad del siglo XX la comuna había pasado a estar formada por las localidades de Ostrov, Almălău, Bugeac, Esechioi, Galița y Gârlița. En el censo de 2021 la comuna tenía una población de 4586 habitantes.